# Złotniki Kujawskie (gemeente)
De gemeente Złotniki Kujawskie is een landgemeente in het Poolse woiwodschap Koejavië-Pommeren, in powiat Inowrocławski. De zetel van de gemeente is in Złotniki Kujawskie.
Op 30 juni 2004 telde de gemeente 8953 inwoners.

## Oppervlakte gegevens
In 2002 bedroeg de totale oppervlakte van gemeente Złotniki Kujawskie 135,6 km², waarvan:
- agrarisch gebied: 84%
- bossen: 6%

De gemeente beslaat 11,07% van de totale oppervlakte van de powiat.

## Demografie
Stand op 30 juni 2004:
| Omschrijving                   | Totaal | Totaal | Vrouwen | Vrouwen | Mannen | Mannen |
| ------------------------------ | ------ | ------ | ------- | ------- | ------ | ------ |
| eenheid                        | aantal | %      | aantal  | %       | aantal | %      |
| inwoners                       | 8953   | 100    | 4467    | 49,9    | 4486   | 50,1   |
| bevolkingsdichtheid (inw./km²) | 66     | 66     | 32,9    | 32,9    | 33,1   | 33,1   |

In 2002 bedroeg het gemiddelde inkomen per inwoner 1343,4 zł.

## Administratieve plaatsen (sołectwo)
Będzitowo, Broniewo, Dąbrówka Kujawska, Dobrogościce, Dźwierzchno, Gniewkówiec, Jordanowo, Krężoły, Leszcze, Lisewo Kościelne, Mierzwin, Niszczewice, Palczyn, Pęchowo, Rucewko, Rucewo, Tarkowo Górne, Tuczno (2 sołectwa: Tuczno en Tuczno-Wieś), Złotniki Kujawskie.

## Overige plaatsen
Będzitówek, Bronimierz Wielki, Helenowo, Kolebniki, Krążkowo, Podgaj, Popowiczki, Tupadły.

## Aangrenzende gemeenten
Barcin, Inowrocław, Łabiszyn, Nowa Wieś Wielka, Pakość, Rojewo